# Markenfield Hall
Markenfield Hall est un manoir entouré de douves du début du XIVe siècle à environ 3 milles ( Unité « 0 » inconnue du modèle {{Conversion}}.) au sud de Ripon, Yorkshire du Nord, Angleterre. Le domaine est une zone paroissiale supplémentaire dans le Hundred de Burghshire . Il est créé paroisse civile (orthographié Markingfield Hall) en 1858 . Le 11 novembre 2011, la paroisse est renommée Markenfield Hall ,. Il fait partie du West Riding of Yorkshire jusqu'en 1974, date à laquelle, en vertu de la loi de 1972 sur le gouvernement local, il devient une partie du nouveau comté du North Yorkshire. Il fait partie de l'arrondissement de Harrogate.

## Maison et parc
La maison est un bloc crénelé en forme de L, avec une grande salle qui se dresse au-dessus d'un sous-sol et était à l'origine accessible par un escalier extérieur en pierre. Elle est éclairée par deux fenêtres à double vitrage à imposte quadrilobée sous leurs chevets cintrés. La maison est défendue par un fossé, qui est traversé par un pont gardé par une guérite Tudor du XVIe siècle. La maison, notamment la guérite, est un bâtiment classé Grade I.
Plusieurs acres de terrain à l'ouest et au nord de la maison forment un parc. La maison, le terrain attenant et le parc avec palissade sont un ancien monument classé répertorié comme «Maison fortifiée médiévale à douves Markenfield Hall avec bâtiments de service associés et parc».
La maison est ouverte aux visites publiques l'après-midi pendant plusieurs semaines en mai et juin, et la propriété est également utilisée comme lieu de mariage .

## Histoire
Le Domesday Book enregistre deux ménages à Markenfield en 1086 .
En 1150, le domaine est détenu par la famille Le Bret qui y possède une maison et adopte le nom de Markenfield.
La maison actuelle est construite pour John de Markenfield, un associé de Pierre Gaveston et un serviteur d'Édouard II. La Couronne accorde une licence pour créneler Markenfield en 1310, la même année que John est nommé chancelier de l'Échiquier . Sir Thomas Markenfield est nommé haut shérif du Yorkshire pour 1484 et combat aux côtés de Richard III à la bataille de Bosworth. En 1569, Thomas de Markenfield est impliqué dans le soulèvement pro-catholique du Nord et s'enfuit sur le continent . Markenfield est confisqué et accordé à Thomas Egerton, Master of the Rolls.
Egerton n'a jamais fait de Markenfield sa résidence principale qui est transformé en ferme en location mais conserve ses caractéristiques. En 1761 Fletcher Norton (1er baron Grantley) achète la maison, remplace le toit de la grande salle et s'assure que la maison est à nouveau structurellement saine. On sait peu de choses sur la chapelle après 1569 mais dans les années 1880, elle sert à stocker le grain. La chapelle est ensuite entièrement restaurée . La propriété passe au 7e baron Grantley, John Richard Brinsley  qui commence un projet de restauration en 1980 pour convertir le manoir d'une ferme en une maison familiale .

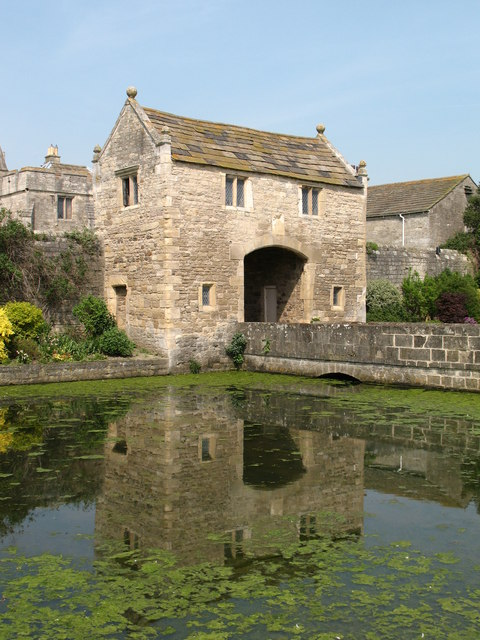
Une partie des douves, avec la guérite Tudor du XVI

La restauration majeure commencée en 1980 est achevée en 2008, bien que des projets de restauration plus modestes devaient se poursuivre jusqu'en 2030 environ ,. Une restauration des jardins de la Gatehouse et de la Farmhouse débute en 2014 avec une nouvelle replantation en 2015. La restauration finale du jardin commencée en 2016 s'est achevée en 2018 .
L'occupante en 2019 est Lady Deirdre, connue sous le nom de Lady Grantley pendant quelques années (née Deirdre Elisabeth Mary Freda Hare)  et plus récemment, sous le nom de Lady Deirdre Curteis  veuve du 7e Lord Grantley, décédé en 1995 . Lady Deirdre épouse son mari actuel, Ian Bayley Curteis, le dramaturge et réalisateur de télévision, en 2001. La cérémonie a lieu dans la chapelle qui a été restaurée et remeublée à cette époque . C'est le premier mariage à s'y tenir depuis 1487 . Ian Curteis est décédé le 24 novembre 2021, à l'âge de 88 ans.